# Emma Mehonic
Emma Mehonic, född 3 november 1983 i Helsingborg, är en svensk skådespelare.

## Biografi
Mehonic har gått två år på teaterlinjen på Fridhems folkhögskola, och gick ut Teaterhögskolan i Stockholm 2009. På Dramaten och Unga Dramaten har hon medverkat som storasystern i Askungen (2009) och Amy i Citizenship (2010), samt i Inferno (2010), En egen ö (2011) och Mira går genom rummen (2011).
Hon har även medverkat i kortfilmen Etablissemanget (2008) och som Evelyn i Lasse Hallströms Hypnotisören (2012), och har i tv synts som Lovisa i två avsnitt av SVT:s Anno 1790 och som Håkansson i Utbildningsradions barnprogram Cirkuskiosken.

## Filmografi
- 2008 – Etablissemanget
- 2010 – Anno 1790 (TV-serie)
- 2012 – Hypnotisören
- 2015 – Drottning Kristina – den vilda drottningen

2019- Livet i Mattelandet, säsong 2

## Teater

### Roller (ej komplett)
| År   | Roll                                                    | Produktion                                                                         | Regi                | Teater                   |
| ---- | ------------------------------------------------------- | ---------------------------------------------------------------------------------- | ------------------- | ------------------------ |
| 2001 |                                                         | Tusen och en natt (Arabian Nights) Dominic Cooke(en)                               | Fadil Jaf           | Helsingborgs stadsteater |
| 2007 | Intagen Berättare 3                                     | Blanche och Marie Per Olov Enquist                                                 | Hilda Hellwig       | Dramaten                 |
| 2009 | Storasystern                                            | Askungen Sofia Fredén                                                              | Malin Stenberg      | Dramaten                 |
| 2010 | Minos Flegyas Guido I da Montefeltro Capaneus assistent | Inferno Peter Weiss                                                                | Nils Poletti        | Dramaten                 |
| 2011 | Sofia                                                   | En egen ö (Saari kaukana täältä) Laura Ruohonen                                    | Jenny Andreasson    | Dramaten                 |
| 2012 | Spiegelberg Amalia                                      | Rövare (Die Räuber) Friedrich Schiller                                             | Jens Ohlin          | Dramaten                 |
| 2012 |                                                         | Reflektioner kring naturalismen och kvinnan - ett samtal August Strindberg         | Nils Poletti        | Dramaten                 |
| 2013 |                                                         | Werther (Die Leiden des jungen Werthers) Johann Wolfgang von Goethe                | Örjan Andersson     | Dramaten                 |
| 2014 | Inga Nilsson Sekreteraren                               | Streber Stig Dagerman                                                              | Olle Jansson        | Dramaten                 |
| 2016 | Maria                                                   | Pussy Riot Irena Kraus                                                             | Malin Stenberg      | Dramaten                 |
| 2016 | Esmeralda                                               | Ensam och Esmeralda Martina Montelius                                              | Agneta Ehrensvärd   | Dramaten                 |
| 2018 |                                                         | Figaros bröllop (La Folle Journée, ou Le Mariage de Figaro) Pierre de Beaumarchais | Moqi Simon Trolin   | Helsingborgs stadsteater |
| 2018 |                                                         | Drottningens juvelsmycke Carl Jonas Love Almqvist                                  | Örjan Andersson     | Helsingborgs stadsteater |
| 2018 |                                                         | En julsaga (A Christmas Carol in Prose) Charles Dickens                            | Viktor Tjerneld     | Helsingborgs stadsteater |
| 2019 |                                                         | Woyzeck Georg Büchner                                                              | Erik Holmström      | Helsingborgs stadsteater |
| 2019 | Gertrud                                                 | Jerusalem Selma Lagerlöf                                                           | Madeleine Røn Juul  | Helsingborgs stadsteater |
| 2021 |                                                         | Arvet Alejandro Leiva Wenger                                                       | Frida Röhl          | Folkteatern Gävleborg    |
| 2022 |                                                         | Dance Nation Clare Barron                                                          | Martin Rosengardten | Kulturhuset Stadsteatern |
| 2022 | Madicken Corinna                                        | Bara Astrid Irena Kraus                                                            | Malin Stenberg      | Kulturhuset Stadsteatern |
| 2023 | Selma Hunsing                                           | Revisorn (Ревизо́р, Revizór) Nikolaj Gogol                                          | Frida Röhl          | Kulturhuset Stadsteatern |